# Uwe Bolius
Uwe Bolius (* 6. August 1940 in Linz; † 23. August 2014 in Wien) war ein österreichischer Schriftsteller und Regisseur.

## Leben
Uwe Bolius besuchte von 1954 bis 1959 eine Fachschule für Elektrotechnik. Anschließend studierte er Philosophie. 1966 promovierte er mit einer Arbeit über Kant an der Universität Wien zum Doktor der Philosophie. Es folgte eine Tätigkeit als Journalist. Von 1968 bis 1969 war er wissenschaftlicher Assistent an einem College in St. Cloud (Minnesota). Seit 1971 lebte er als freier Schriftsteller und Dokumentarfilmer in Wien. 1977 nahm er am ersten Ingeborg-Bachmann-Wettbewerb in Klagenfurt teil.
Uwe Bolius war Verfasser von Romanen, Erzählungen und Sachbüchern.
Uwe Bolius gehörte ab 1979 der Grazer Autorenversammlung an; er war außerdem Mitglied der
IG Autorinnen Autoren. 1979 erhielt er ein Österreichisches
Staatsstipendium für Literatur, 1981 einen Sonderpreis der Rauriser Literaturtage sowie 2002 den Salzburger Kulturpreis für Menschenrechte und Integration.

## Werke
- Der Begriff von Schönheit und Kunst bei Kant unter Voraussetzung seiner Erkenntnislehre, Wien 1965
- Der gewollte Mißerfolg, Wien 1971 (zusammen mit Wilhelm Mindler)
- Standhalten, Frankfurt am Main 1979
- Individuum oder Die Staaten sterben nicht von selber ab, Wiener Neustadt 1982
- Der lange Gang, Wien 1983
- Geschichten vom anderen Leben, Wiener Neustadt 1985
- Im Aschenlicht, Wiener Neustadt 1988
- Landnahme, Frankfurt a. M. 1998
- Heinrich, Hanna, Gert, Wien 2002
- Hitler von innen, Hohenems 2008
- Juttas Tod, Hohenems 2010

## Herausgeberschaft
- Joop Koopmans: "Ein neues Volk wird dich preisen", Wien 1987
- Joop Koopmans: Das Leben umarmen, Mödling 1990

## Übersetzungen
- Marie Fougère: Les lettres de Mauve, Bats 1989